# Wejherowo (district)
Wejherowo (powiat wejherowski) is een Pools district (powiat) in de woiwodschap Pommeren. Het district heeft een oppervlakte van 1279,84 km² en telt 207.676 inwoners (2014).

## Gemeenten
Het district omvat tien gemeenten.
Stadsgemeenten:
- Reda (Rheda)
- Rumia (Rahmel)
- Wejherowo (Neustadt in Westpreußen)

Landgemeenten:
- Choczewo (Chottschow)
- Gniewino (Gnewin)
- Linia (Linde)
- Luzino (Lusin, Lintzau)
- Łęczyce (Lanz)
- Szemud (Schönwalde)
- Wejherowo (Neustadt in Westpreußen)

Stadsdistricten:
Gdańsk · Gdynia · Słupsk · Sopot

Districten:
Bytów · Chojnice · Człuchów · Gdańsk · Kartuzy · Kościerzyna · Kwidzyn · Lębork · Malbork · Nowy Dwór Gdański · Puck · Słupsk · Starogard · Sztum · Tczew · Wejherowo

Grootste steden:
Chojnice · Gdańsk · Gdynia · Kwidzyn · Lębork · Malbork · Rumia · Słupsk · Sopot · Starogard Gdański · Tczew · Wejherowo